# Асоциация Анимус
Фондация „Асоциация Анимус“ е неправителствена организация, която работи в подкрепа на хора, преживели насилие. Създадена е през 1994 година като женска неправителствена организация. От 2001 година притежава статут на организация с обществено полезна цел.
От 1998 г. фондация „Асоциация Анимус“ е българският партньор в международната програма „Ла Страда“ за превенция на трафика на жени в Централна и Източна Европа. В програмата са включени общо осем държави от региона.
Името на фондация „Асоциация Анимус“ е заимствано от терминологията на Карл Густав Юнг. „Анимус“ представлява несъзнаваното в женската душа. Проблемите в духовния свят на жената, възможността за тяхното решаване и творческите ѝ сили се намират в „анимус“.
Логото на Фондация „Асоциация Анимус“ символизира духовната сила и свобода на жената.

## Мисия
Здравословно общуване между хората и равнопоставеност на половете в българското общество

## Цели
За изпълнението на своята мисия организацията си поставя следните цели:
- Да развива достъпни психотерапевтични служби и услуги, предоставящи професионална и компетентна помощ на нуждаещите се.
- Да възпитава социални нагласи на толерантност към различията, уважение към страданието и нетърпимост към насилието.
- Да популяризира ценностите на динамичната и психоаналитичната психотерапия.
- Да съдейства за интелектуалното, професионалното и духовно развитие на жените.
- Да активира демократична промяна в българското семейство и общество.
- Да разработва и осъществява проекти и програми, свързани с подкрепа на жената и детето.
- Да насърчава разбирателство в обществото.
- Да стимулира издигането на статуса на жената.
- Да посредничи между различни държавни институции и неправителствени организации и да координира техните усилия по проблемите на насилието срещу жените и децата.

## Политика
Фондация „Асоциация Анимус“ работи в три основни и взаимосвързани направления:
- Психотерапевтична и социална работа с хора, преживели насилие
- Работа в общността: лобиране, превенция и изграждане на мрежи от съмишленици и партньори.
- Обучение на специалисти и разпространение на модела на работа на фондация „Асоциация Анимус“, основан на принципите на добра практика в работата с хора, преживели насилие.

## Дейности
1. Център за възстановяване на жени, юноши и деца, преживели насилие със следните програми:

- 24-часова Гореща телефонна линия
- 24-часово Кризисно звено
- Програма от грижи за жени, преживели домашно насилие
- Програма от грижи за жени, преживели сексуално насилие
- Програма от грижи за жени, оцелели от трафик
- Социална програма
- Програма за кореспонденция
- Програма за юноши – свидетели и преживели насилие
- Програма за консултиране на семейства на юноши, свидетели и преживели насилие
- Програма за двойки с проблем на насилие
- Социална програма за деца
- Програма за овластяване

1. Работа в общността: лобиране, превенция и израждане на мрежи от съмишленици и партньори

- Лобиране

Фондация „Асоциация Анимус“ лобира както във връзка с конкретни случаи (социално застъпничество), така и за ограничаване на проблема насилие в българското общество. Организацията работи за промяна нагласите в обществото по отношение на насилието и неговите жертви. На основата на наученото в директна работа с клиенти, екипът лобира за създаването на държавни и институционални механизми за защита интересите на пострадалите.
- Превенция

Чрез разнообразни преванционни материали и активно присъствие в медиите фондация „Асоциация Анимус“ разпространява знания сред общността за насилието и последиците от него. Организацията работи приоритетно с групи в повишен риск от насилие. Благодарение на директната работа с хора, преживели насилие, се извършва превенция на риска от повторна виктимизация.
- Изграждане на мрежи от съмишленици и партньори

На национално ниво – Фондация „Асоциация Анимус“ инициира изграждането и подпомага развитието на национална мрежа от женски неправителствени организации, работещи в подкрепа на пострадали от насилие. Организацията разработва процедури за работа в мултидисциплинарни и мултиинституционални екипи.
На международно ниво – Като част от международната програма „Ла Страда“, фондация „Асоциация Анимус“ присъства активно на международната сцена на неправителствени организации, работещи срещу насилието и трафика на хора. В процеса на подпомагане на пострадали и лобиране по проблема, организацията работи в тясна връзка с множество международни партньори.
1. Учебен център

Целта на Учебния център към фондация „Асоциация Анимус“ е да разпространява на национално и регионално ниво модел на добра практика в работата с хора, преживели насилие.
„Моделът на Анимус“ е създаден благодарение на обучението на екипа в България и в чужбина и на опита в работата с клиенти. Той е съобразен със социалните, икономическите и културалните условия в България и региона. В него се отделя еднакво внимание на индивидуалната работа с пострадалите и на промяната на нагласите към насилието и неговите жертви в общността. Моделът съчетава работата по конкретни случаи с лобиране на различни нива, превенция и обучение. Той включва работа в екип, ясни процедури, анализ на всеки отделен случай и добро планиране на стъпките в помощ на пострадалите.
Учебният център предлага курсове и програми в три области:
- Знания в областта на психичната травмата след преживяно насилие и изграждането на програми за помощ за пострадалите
- Работа в общността (превенция, лобиране, работа с медиите)
- Организационно консултиране.

Обучението е насочено към студенти, доброволци и екипи от неправителствени организации и държавни институции.

## Приоритети
- Развитие на програми от грижи за хора, преживели насилие, в парадигмата на динамичната психология и психоанализата
- Лобиране за трайното установяване в националната здравна и социална система на социални и психотерапевтични услуги за хора, преживели насилие
- Изграждане на връзки с други служби и организации за цялостна защита на жертвите на насилие и промяна на виктимизиращите нагласите в обществото

## Принципи
- Уважение и зачитане на човешките права на личността
- Защита на човешкото право на хората да бъдат физически и психически здрави
- Защита на човешкото право на хората да не бъдат обект на мъчение или насилие
- Защита на човешкото право на хората да получават професионална и компетентна помощ след преживяно насилие
- Равнопоставеност между половете
- Спазване на принципите на добрата практика и професионализма в областта на психичното здраве:
  - уважение и зачитане на достойнството на личността
  - спазване на личната тайна
  - информиране на клиентите за възможностите пред тях
  - спазване на правото на избор на клиентите
  - индивидуален подход
  - достъпност до услугите на службата